# Ібрагім ібн Саїд аль-Саглі

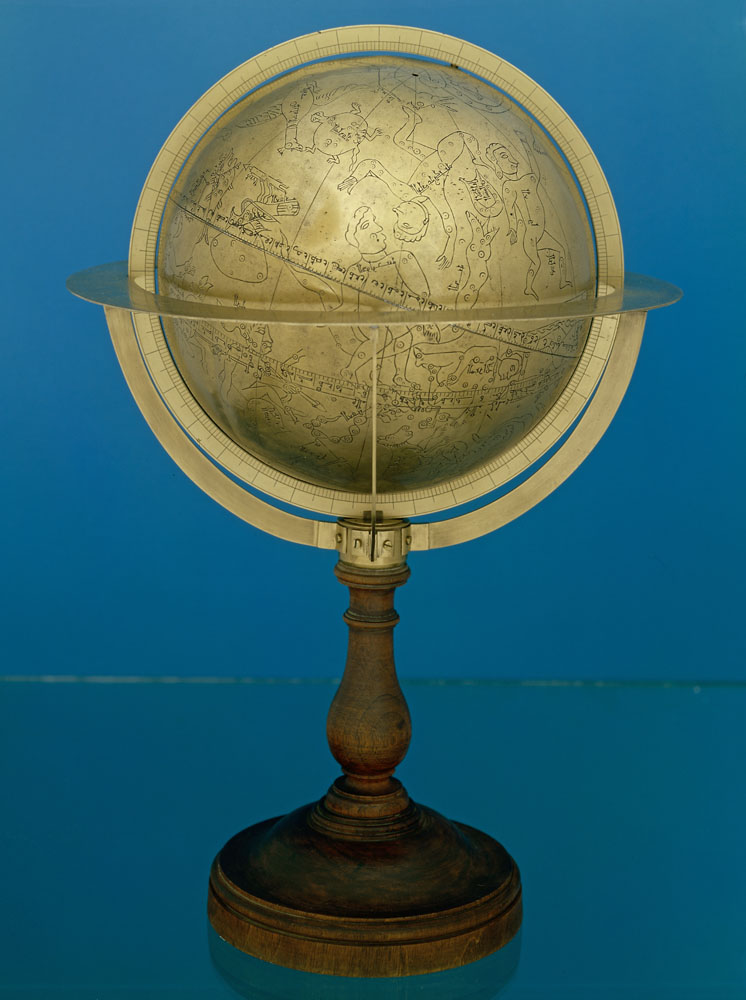
Астролябія 1085 року створена Саїдом аль-Саглі та його сином Мухаммедом. Знаходиться в музеї Галілея, Флоренція.

Ібрагім ібн Саїд аль-Саглі (XI століття) — виробник астролябій, активний у період 1050—1090 років.
Ібрагім ібн Саїд аль-Саглі працював у Валенсії та Толедо, що сьогодні входять до складу Іспанії, та був згаданий у списку студентів математики в Андалусії в книзі, написаній в 1068 році. Він створив «астролобію аль-Саглі», інструмент для визначення положення зірок на небі, в місті Тулейтула (нині Толедо, Іспанія) в 1066 році. Саїд аль-Саглі створив ще чотири астролябії в період 1067—1086 років. Його перша астролябія характеризувалася своєрідністю її роботи, тому що інші астролябії, створені до нього та за час його життя не були схожими на роботи Саїд аль-Саглі.